# Vassouras (ort)
Vassouras är en ort i Brasilien.   Den ligger i kommunen Vassouras och delstaten Rio de Janeiro, i den sydöstra delen av landet, 900 km sydost om huvudstaden Brasília. Vassouras ligger 424 meter över havet och antalet invånare är 21 174.
Terrängen runt Vassouras är varierad. Vassouras ligger nere i en dal. Runt Vassouras är det ganska tätbefolkat, med 111 invånare per kvadratkilometer.. Närmaste större samhälle är Barra do Piraí, 18,3 km väster om Vassouras.
Omgivningarna runt Vassouras är huvudsakligen savann.